# Liste der Bodendenkmäler in Woringen
Auf dieser Seite sind die Bodendenkmäler in der schwäbischen Gemeinde Woringen zusammengestellt. Diese Tabelle ist eine Teilliste der Liste der Bodendenkmäler in Bayern. Grundlage ist die Bayerische Denkmalliste, die auf Basis des Bayerischen Denkmalschutzgesetzes vom 1. Oktober 1973 erstmals erstellt wurde und seither durch das Bayerische Landesamt für Denkmalpflege geführt wird. Die folgenden Angaben ersetzen nicht die rechtsverbindliche Auskunft der Denkmalschutzbehörde.

## Hinweise zu den Angaben in der Tabelle
- In der Spalte Name, Bezeichnung ist die Bezeichnung des denkmalgeschützten Objektes genannt.
- In der Spalte Ortsteil ist der Ortsteil von Woringen gelistet, in dem sich das denkmalgeschützte Objekt befindet.
- In der Spalte Koordinaten ist der geografische Standort angegeben.
- In der Spalte Denkmalnummer ist die offizielle Denkmalnummer des Bayerischen Landesamts für Denkmalpflege angegeben.
- In der Spalte Entstehung sind besondere Daten, so weit bekannt oder ableitbar, teilweise auch Datum der Ersterwähnung der Liegenschaft genannt.
- In der Spalte Denkmalumfang, Bemerkung, sind nähere Erläuterungen über den Denkmalstatus, Umfang der Liegenschaft und ihre Besonderheiten enthalten.

Bis auf die Spalte Bild sind alle Spalten sortierbar.

## Auflistung der Bodendenkmäler
| Name, Bezeichnung                      | Ortsteil | Koordinaten                        | Denkmalnummer | Datum                   | Denkmalumfang, Bemerkung                                     | Bild |
| Mittelalterlicher Turmhügel            | Woringen | 47° 55′ 31,81″ N, 10° 11′ 58,88″ O | D-7-8027-0037 |                         |                                                              |      |
| Römischer Burgus                       | Woringen | 47° 55′ 20,55″ N, 10° 12′ 7,38″ O  | D-7-8027-0038 |                         | Befestigung der Römerstraße von Cambodunum nach Caelius Mons |      |
| Siedlung aus der Bronze- und Römerzeit | Woringen | 47° 55′ 10,69″ N, 10° 12′ 18,66″ O | D-7-8027-0070 |                         |                                                              |      |
| Rechteckige Anlage (Luftbild)          | Woringen | 47° 55′ 12,6″ N, 10° 12′ 43,69″ O  | D-7-8027-0034 | Unbekannte Zeitstellung |                                                              |      |
| Burgstall und Abschnittsbefestigung    | Woringen | 47° 55′ 12,71″ N, 10° 11′ 46,99″ O | D-7-8027-0035 | Unbekannte Zeitstellung |                                                              |      |
| Grabhügelgruppe                        | Woringen | 47° 54′ 59,4″ N, 10° 11′ 7,44″ O   | D-7-8027-0042 | Unbekannte Zeitstellung | 5 oder 6 Grabhügel                                           |      |
| Trichtergrubenfeld                     | Woringen | 47° 56′ 26,2″ N, 10° 12′ 16,96″ O  | D-7-8027-0036 | Unbekannte Zeitstellung |                                                              |      |
| Grabhügel                              | Woringen | 47° 56′ 11,97″ N, 10° 12′ 15,88″ O | D-7-8027-0040 | Unbekannte Zeitstellung |                                                              |      |